# Resolution 1738 des UN-Sicherheitsrates
Die Resolution 1738 des UN-Sicherheitsrates ist eine Resolution, welche den Status von Journalisten in bewaffneten Konflikten stärken soll und die der Sicherheitsrat der Vereinten Nationen am 23. Dezember 2006 auf seiner 5613. Sitzung einstimmig angenommen hat.
Das Gremium hat unter Bezugnahme auf seine früheren Resolutionen 1265, 1296 und 1674 zum Schutze von Zivilisten, sowie der Resolution 1502 zum Schutze von Personal der Vereinten Nationen und humanitären Hilfseinrichtungen den Schutz von Zivilisten bekräftigt. Ausdrücklich anerkannte der Rat die Notwendigkeit, Journalisten und Medienvertreter in bewaffneten Konflikten vor gewaltsamen Übergriffen zu schützen und verurteilte absichtliche Angriffe auf diese. Gleichzeitig wird gefordert, solche Angriffspraktiken allseitig zu stoppen.
Der Sicherheitsrat rief in Erinnerung, dass Journalisten Zivilisten sind, obwohl ihnen unabhängig von der Ratsentscheidung nach Artikel 4.A.4 der Dritten Genfer Konvention den Status eines Kriegsgefangenen zubilligt, sofern es sich um Kriegsberichterstatter handelt, die bei einer teilnehmenden Streitkraft akkreditiert sind. Damit geht auch die Einstufung von Ausrüstung ein Einrichtungen von Journalisten und Medien als Zivilobjekte einher, die nur dann angegriffen werden dürfen, wenn sie militärisch genutzt werden.
Die Resolution äußert jedoch auch die Entschlossenheit des Sicherheitsrates, gegen Übertragungen in den Medien vorzugehen, falls diese zum Völkermord, Verbrechen gegen die Menschlichkeit oder ernsthafte Verstöße gegen internationale Menschenrechte anstiften.
Mit der Resolution werden Journalisten, andere Medienvertreter und deren Hilfsangehörige ausdrücklich mit den übrigen Zivilisten gleichgestellt und der Generalsekretär angewiesen, innerhalb seiner regelmäßigen Berichte über den Schutz von Zivilisten in bewaffneten Konflikten die Entwicklung hinsichtlich des Schutzes und der Sicherheit von Journalisten, anderen Medienvertretern und deren Hilfsangehörige gesondert zu beschreiben.